# Герб Британской Колумбии
Герб Британской Колумбии является одним из симоволов канадской провинции Британская Колумбия. Современная версия герба была утверждена 15 октября 1987 года и опубликована 5 декабря 1980 года.

## Описание
Основу герба составляет геральдический щит провинции, поддерживаемый благородным оленем слева и толсторогом справа. Животные олицетворяют британские колонии Ванкувер и Британская Колумбия, из которых была образована провинция. Над щитом расположен золотой шлем, символизирующий суверенный статус провинции в составе конфедерации, шлем увенчан традиционным венком в белых и красных цветах Канады. Над шлемом находится корона, которую венчает лев, вокруг шеи которого расположены Cornus nuttallii, которые являются официальными цветами провинции. Цветочный мотив повторяется в основании герба, под которым расположен девиз провинции.
В его верхней трети расположен флаг Великобритании, символизирующий британские корни, с золотой короной по центру. В нижней части расположено закатное полусолнце, призванное показать, что Британская Колумбия является самой западной провинцией Канады. В центральной части флага — четыре белые и три синие волнистые полосы. Синие полосы символизируют Тихий океан, водами которого омывается провинция.